# Sofia Corban
Sofia Corban, född den 1 augusti 1956 i Drăgăneşti-Vlaşca i Rumänien, är en rumänsk roddare.
Hon tog OS-guld i scullerfyra i samband med de olympiska roddtävlingarna 1984 i Los Angeles.